# Richie Towell
Richard Patrick Towell, noto come Richie Towell (Inchicore, 17 luglio 1991), è un calciatore irlandese, centrocampista svincolato.

## Palmarès

### Club

#### Competizioni nazionali
- Coppa di Scozia: 1

Celtic: 2010-2011
- Coppa di Lega irlandese: 1

Dundalk: 2014
- Campionato irlandese: 3

Dundalk: 2014, 2015
Shamrock Rovers: 2022
- Coppa d'Irlanda: 1

Dundalk: 2015
- Supercoppa d'Irlanda: 2

Dundalk: 2015
Shamrock Rovers: 2022
- Football League Trophy: 1

Salford City: 2019-2020